# Praça de Toiros de Almeirim
A Praça de Toiros de Almeirim foi inaugurada a 16 de Maio de 1954. 
A construção da Praça de Toiros de Almeirim deve-se à iniciativa dos aficcionados almeirinenses D. Luís de Margaride, Manuel Laudácias e Teodoro Prudêncio da Silva Santos. Com projecto do arquitecto António Mendes e e construção do engenheiro Manuel José Baptista, tendo ao tempo uma lotação para 6.848 espectadores.
Já anteriormente no mesmo local, fazendo jus às antigas tradições tauromáquicas de Almeirim, tinha sido construída uma Praça de Toiros, em madeira e com lotação para 3.000 espectadores, inaugurada a 22 de Outubro de 1938 e demolida mais tarde para dar lugar à actual.
Na corrida inaugural, em 16 de maio de 1954, o cartel era composto por Simão da Veiga Júnior, João Branco Núncio, Francisco Mascarenhas e Fernando Salgueiro, a cavalo; e Diamantino Viseu e Jaime Malaver, a pé; frente a um curro de toiros composto pelas ganadarias Pinto Barreiros, João de Assunção Coimbra e Andrade e Irmão.